# Diaspidiotus nitrariae
Diaspidiotus nitrariae är en insektsart som först beskrevs av Élie Marchal 1911.  Diaspidiotus nitrariae ingår i släktet Diaspidiotus och familjen pansarsköldlöss. Inga underarter finns listade i Catalogue of Life.